# Prix du roman Orhan-Kemal
 (mars 2023).
La mise en forme du texte ne suit pas les recommandations de Wikipédia : il faut le « wikifier ».
Les points d'amélioration suivants sont les cas les plus fréquents. Le détail des points à revoir est peut-être précisé sur la page de discussion.
- Les titres sont pré-formatés par le logiciel. Ils ne sont ni en capitales, ni en gras.
- Le texte ne doit pas être écrit en capitales (les noms de famille non plus), ni en gras, ni en italique, ni en « petit »…
- Le gras n'est utilisé que pour surligner le titre de l'article dans l'introduction, une seule fois.
- L'italique est rarement utilisé : mots en langue étrangère, titres d'œuvres, noms de bateaux, etc.
- Les citations ne sont pas en italique mais en corps de texte normal. Elles sont entourées par des guillemets français : « et ».
- Les listes à puces sont à éviter, des paragraphes rédigés étant largement préférés. Les tableaux sont à réserver à la présentation de données structurées (résultats, etc.).
- Les appels de note de bas de page (petits chiffres en exposant, introduits par l'outil «  Source ») sont à placer entre la fin de phrase et le point final[comme ça].
- Les liens internes (vers d'autres articles de Wikipédia) sont à choisir avec parcimonie. Créez des liens vers des articles approfondissant le sujet. Les termes génériques sans rapport avec le sujet sont à éviter, ainsi que les répétitions de liens vers un même terme.
- Les liens externes sont à placer uniquement dans une section « Liens externes », à la fin de l'article. Ces liens sont à choisir avec parcimonie suivant les règles définies. Si un lien sert de source à l'article, son insertion dans le texte est à faire par les notes de bas de page.
- La présentation des références doit suivre les conventions bibliographiques. Il est recommandé d'utiliser les modèles {{Ouvrage}}, {{Chapitre}}, {{Article}}, {{Lien web}} et/ou {{Bibliographie}}. Le mode d'édition visuel peut mettre en forme automatiquement les références.
- Insérer une infobox (cadre d'informations à droite) n'est pas obligatoire pour parachever la mise en page.

Pour une aide détaillée, merci de consulter Aide:Wikification.
Si vous pensez que ces points ont été résolus, vous pouvez retirer ce bandeau et améliorer la mise en forme d'un autre article.
Le prix du roman Orhan-Kemal est un prix décerné chaque année depuis 1972 à la mémoire de l'écrivain turc Orhan Kemal. Le prix est décerné aux romans qui ont été publiés pour la première fois l'année précédente. Il y a aussi un membre de la famille d'Orhan Kemal dans le comité de sélection du prix. Le collège électoral se réunit en mai de chaque année. L'auteur et l'éditeur primés sont annoncés. Il est remis au gagnant lors d'une cérémonie à l'occasion de l'anniversaire de la mort d'Orhan Kemal le 2 juin.

## Lauréats
| Année | Écrivain              |
| ----- | --------------------- |
| 2024  | Ezgi Tanergeç         |
| 2023  | Kemal Varol           |
| 2022  | Burhan Sönmez         |
| 2021  | Herkül Millas         |
| 2020  | Ayhan Geçgin          |
| 2019  | Faruk Duman           |
| 2018  | Seray Şahiner         |
| 2017  | Gürsel Korat          |
| 2016  | İbrahim Yıldırım      |
| 2015  | Hüsnü Arkan           |
| 2014  | Hamdi Koç             |
| 2013  | Hasan Özkılıç         |
| 2012  | Yiğit Bener           |
| 2011  | Kâmuran Şipal         |
| 2010  | Hidayet Karakuş       |
| 2009  | Zülfü Livaneli        |
| 2008  | Ayşegül Devecioğlu    |
| 2007  | Hıfzı Topuz           |
| 2006  | Hasan Ali Toptaş      |
| 2005  | Adnan Binyazar        |
| 2004  | İnci Aral             |
| 2003  | Erhan Bener           |
| 2002  | Selim İleri           |
| 2001  | Oya Baydar            |
| 2000  | Oktay Akbal           |
| 1999  | Ahmet Karcılılar      |
| 1998  | Kemal Bekir           |
| 1997  | Yıldırım Keskin       |
| 1996  | Erendiz Atasü         |
| 1995  | Necati Cumalı         |
| 1994  | Faik Baysal           |
| 1993  | Tahsin Yücel          |
| 1992  | Talip Apaydın         |
| 1991  | Peride Celal          |
| 1990  | Demir Özlü            |
| 1989  | Samim Kocagöz         |
| 1988  | Ahmet Yurdakul        |
| 1987  | Şemsettin Ünlü        |
| 1986  | Yaşar Kemal           |
| 1985  | Mehmet Eroğlu         |
| 1984  | Tarık Dursun K.       |
| 1983  | Orhan Pamuk           |
| 1982  | Rıfat Ilgaz           |
| 1981  | Verilmedi             |
| 1980  | Adalet Ağaoğlu        |
| 1979  | Mehmet Başaran        |
| 1978  | Fakir Baykurt         |
| 1977  | Hasan İzzettin Dinamo |
| 1976  | Vedat Türkali         |
| 1975  | Erdal Öz              |
| 1974  | Sevgi Soysal          |
| 1973  | Çetin Altan           |
| 1972  | Yılmaz Güney          |